# П'ять публічних оголошень
П'ять публічних оголошень (яп. 五榜の掲示, ごぼうのけいじ, ґохо но кейдзі) — настанови Імператорського уряду часів реставрації Мейджі населенню Японії. Видані 7 квітня 1868 року. Мали силу закону.

## Короткі відомості
П'ять публічних оголошень були оприлюднені на наступний день після прийняття П'ятистатейної присяги. Їх написали на дерев'яних таблицях в стилі народних настанов сьоґунату Токуґава. Оголошення складалися з п'яти пунктів, які передбачали:
1. Дотримання п'яти конфуціанських принципів: батьківської і синівської любові, справедливості між начальником і підлеглим, гідності між чоловіком і дружиною, порядку між старшими і молодшими та вірності між друзями.
2. Заборону на формування антиурядових товариств і партій, застосування силових методів вирішення судових суперечок, втечу селян з сіл для протесту проти дій влади.
3. Заборону на сповідування і проповідування християнства та інших єретичних вчень.
4. Дотримання міжнародного права та заборону завдавати шкоду іноземцям.
5. Заборону покидати батьківщину без дозволу місцевої влади.

Перші три статті оголошень мали силу «вічних законів», дві останні — «тимчасових».
Публічні оголошення засвідчили, що Імператорський уряд продовжуватиме традиційну політику «заборон» сьоґунату Токуґава щодо населення Японії. Це викликало критику з боку іноземних держав. Зокрема, заборона християнства і свободи переміщень суперечили міжнародному праву, дотримання якого декларував японський уряд. Через це в лютому 1873 року п'ять публічних оголошень були скасовані.